# O Quarto Verde
La Chambre verte (no Brasil e em Portugal, O Quarto Verde) é um filme francês de 1978 dirigido por François Truffaut e baseado no livro The Altar of the Dead de Henry James, no qual um homem se torna obcecado por pessoas conhecidas que morreram ao longo de sua vida, e constrói um memorial para honrá-las.

## Sinopse
A mulher de Gérard Mazet acaba de falecer. Julien Davenne chegou do leste da França para reconfortá-lo, mas ele mesmo vive num verdadeiro drama: é viúvo, mora com uma governanta e Georges, um menino deficiente que ele ensina a falar. Nessa mesma casa, onde abriga sua solidão, ele arrumou um quarto inteiramente dedicado às memórias de sua esposa Julie. No Globe, onde é redator, ele se ocupa da coluna anúncios fúnebres. Em um negócio, ele conhece Cécilia, com quem começa uma relação que evolui em função do amor em comum pelos mortos, embora os cuidados dados a Georges, que lembram o tema de L'Enfant sauvage, mostrem a atenção de Julien pelos vivos.

## Elenco
- François Truffaut - Julien Davenne
- Nathalie Baye - Cecilia Mandel
- Jean Dasté - Bernard Humbert
- Patrick Maléon - Georges
- Jeanne Lobre - Mme Rambaud
- Jean-Pierre Moulin - Gérard Mazet
- Serge Rousseau - Paul Masigny
- Annie Miller - Genevieve Mazet
- Marie Jaoul - Yvonne Mazet
- Monique Dury - Monique
- Laurence Ragon - Julie Davenne
- Marcel Berbert - Dr. Jardine